# زلف‌قرمزی قطبی
زلف‌قرمزی قطبی (نام علمی: Carduelis hornemanni) نام یک گونه از تیره سهره است.